# Hwang Jang-yop
Hwang Jang-yop (Hangŭl: 황장엽; Hán Việt: Hoàng Trường Diệp; ngày 17 tháng 2 năm 1923 – 10 tháng 10 năm 2010) một nhà chính trị ở Bắc Triều Tiên đào thoát đến Nam Hàn vào năm 1997, nổi tiếng vì là cán bộ cao cấp nhất của Bắc Triều Tiên đã đào ngũ cho đến nay. Ông chịu trách nhiệm chính trong việc sáng tạo Juche (tư tưởng Chủ thể), hệ tư tưởng nhà nước chính thức của Bắc Triều Tiên.

## Học vấn
Hwang sinh ra tại Kangdong, tỉnh Pyongan Nam. Ông tốt nghiệp từ trường thương mại Bình Nhưỡng vào năm 1941, và sau đó đi đến Tokyo năm 1942 để theo học ngành luật tại Đại học Chuo; tuy nhiên, ông bỏ học hai năm sau đó và trở về Bình Nhưỡng, nơi ông giảng dạy toán học tại trường cũ của mình. Ông gia nhập Đảng Công nhân của Bắc Triều Tiên vào năm 1946, ngay sau khi nó được thành lập; 1949–1953, ông được cử đi học tại Đại học Moskva tại Liên Xô, nơi ông gặp người vợ của ông Pak Sung-ok. Khi trở về Bắc Triều Tiên, ông trở thành giảng viên đứng đầu trong ngành triết học tại Đại học Kim Il-sung. Đến tháng 4 năm 1965 ông được phong làm hiệu trưởng của trường đại học này.

## Sự nghiệp chính trị
Năm 1972, Hwang trở thành chủ tịch của Ủy ban thường vụ Hội đồng Nhân dân tối cao, một vị trí mà ông giữ suốt 11 năm.
Trong những năm cuối thập niên 1950, Hwang đã phát hiện ra một bài phát biểu năm 1955, trong đó Kim Il-Sung nói, "Juche có nghĩa là cuộc cách mạng của Triều Tiên". Vào thời điểm đó, Kim muốn phát triển phiên bản chủ nghĩa Mác – Lênin của riêng mình, và Hwang chịu trách nhiệm chính cho việc phát triển những gì được gọi là "ý tưởng Juche". Một phần trong những việc này, ông đã giúp xóa tất cả các bài thơ văn ca tụng Joseph Stalin mà thường thấy trong các bài phát biểu của ông Kim trong những năm 1940 và đầu những năm 1950. Ông cũng giám sát việc viết lại lịch sử của Cộng sản Triều Tiên để làm cho nó trông giống như Kim đã là người sáng lập và lãnh đạo các phán quyết của Đảng Lao động Triều Tiên từ khi ra đời.
Trong năm 1983, tuy nhiên, ông đã bị loại bỏ ra khỏi hội đồng và vị thế của ông trở nên xấu đi; mặc dù ông đã là thầy giáo dạy cho Kim Jong-Il tại Đại học Kim Il-sung. Kim bây giờ nói chuyện với ông chỉ để chỉ trích ông, đặc biệt trách mắng ông đã quan tâm quá mức đến cuộc cải cách tư bản chủ nghĩa của Trung Quốc. Nhận xét về vai trò của mình như là cố vấn cho Kim Jong-Il, Hwang nói: "Khi tôi đề xuất một cái gì đó, anh giả vờ nghe lúc đầu, nhưng cuối cùng, anh ta sẽ không bao giờ nghe" 

## Xin tị nạn
Hwang trên đường trở về từ một chuyến đi tháng 2 năm 1997 đến Tokyo đã vào xin tị nạn tại Đại sứ quán Nam Hàn ở Bắc Kinh cùng với phụ tá của ông là Kim Duk-hong, chủ tịch của một công ty kinh doanh của Bắc Triều Tiên ở Bắc Kinh. Bình Nhưỡng ngay lập tức đe dọa trả đũa, trong khi cảnh sát Bắc Kinh phong tỏa đại sứ quán Hàn Quốc. Ba ngày sau đó, một người tị nạn từ Bắc Triều Tiên Ri Han-yong, cháu của người tình Kim Jong-il, Song Hye-rim, đã bị bắn trước nhà riêng ở Bundang, Gyeonggi-do, Hàn Quốc bởi những kẻ tấn công được nghi ngờ là thành viên lực lượng đặc biệt của Bắc Triều Tiên; Thủ tướng Hàn Quốc Lee Soo-sung đã mô tả vụ tấn công là để trả đũa cho vụ đào tẩu của Hwang. Một vài ngày sau đó, Kim Jong-Il đã được trích dẫn trên Đài phát thanh Bình Nhưỡng nói, "Bọn hèn nhát, muốn đi thì đi. Còn chúng tôi sẽ bảo vệ lá cờ đỏ của cách mạng đến cùng", một thông báo được coi là đánh dấu sự chấp nhận đào tẩu của Hwang.
Chính quyền Trung Quốc cuối cùng đã cho phép Hwang đi sang Hàn Quốc qua đường Philippines vài tuần sau đó. Xem xét vai trò nổi bật của Hwang trong chế độ Bắc Triều Tiên, cuộc đào tẩu của ông gây ra một sự khuấy động, báo The Washington Post nói rằng, nó tương tự như là nếu như Joseph Goebbels đã đào thoát khỏi Phát xít Đức.
Kể từ khi Hwang đào tẩu, vợ Hwang đã tự tử và một con gái ông đã chết trong hoàn cảnh bí ẩn khi rơi khỏi một chiếc xe tải; các con khác của ông, một con gái và một con trai, cùng cháu của ông, được cho là đã bị đưa đến các trại lao động. Sau khi ông tới Nam Hàn, ông trở thành một nhà phê bình khe khắt chế độ Bắc Triều Tiên, xuất bản hơn 12 cuốn sách và các xã luận, nhiều cuốn trong số đó buộc tội Kim Jong-il "phản bội Juche và xây dựng chế độ phong kiến thay vì chủ nghĩa xã hội", và sử dụng vị trí của mình như là chủ tịch của Viện nghiên cứu chính sách thống nhất để truyền bá thông điệp của mình. Tuy nhiên, theo các chính sách Ánh Dương của Tổng thống Kim Dae-jung, người nhậm chức vào năm 1998, Hwang thấy mình ngày càng bị xem không còn là quan trọng nữa; trong tháng 11 năm 2000, ông đã bị tước chức giám đốc Viện nghiên cứu chính sách thống nhất, đưa đến việc ông ta phàn nàn rằng chính phủ Hàn Quốc muốn ông giữ im lặng để không làm phật lòng miền Bắc.
Hwang viết bài cho NK Daily, một tờ báo trực tuyến được thành lập bởi những người lưu vong của Bắc Triều Tiên ở Hàn Quốc. Ông đã mô tả cảm xúc của mình xung quanh việc đào thoát trong bài báo.
Vào tháng 4 năm 2010, tình báo quốc gia Nam Hàn thông báo, họ đã bắt giữ hai điệp viên Bắc Triều Tiên đã bị cáo buộc được gửi đi ám sát Hwang. Hai điệp viên này tường thuật, họ đã luyện tập trong bốn năm trời để chuẩn bị cho sứ mệnh của mình. Họ giả dạng làm người tị nạn từ miền Bắc, nhưng bị lộ khi bị tra vấn bởi nhà cầm quyền miền Nam. Họ cho biết họ sẽ được yểm trợ bởi những cảm tình viên của Bắc Triều Tiên ở miền Nam, nhưng từ chối cho biết tên khi bị tra hỏi. Hwang nhận xét về vụ mưu sát, "Cái chết chỉ là cái chết. Không có sự khác biệt giữa việc chết vì tuổi già hay bị giết bởi Kim Jong-il."  Trong tháng 6 năm 2010, Hàn Quốc kết án 2 kẻ âm mưu ám sát đến 10 năm tù.

## Cái chết
Hwang đã được tìm thấy chết tại nhà riêng ở Seoul, Hàn Quốc, vào sáng ngày 10 tháng 10 năm 2010. Báo cáo ban đầu nói rằng ông qua đời vì nhồi máu cơ tim. Ông qua đời trong khi đang tắm, và một số lượng nước lớn đã nhập vào phổi của ông; Khám nghiệm tử thi cho thấy không có chất độc hoặc thuốc trong cơ thể của ông, và cảnh quay từ camera giám sát cho thấy không có dấu hiệu ai đã dùng bạo lực xâm nhập nhà ông. Trên những căn cứ đó, Cục Cảnh sát thành phố Seoul (SMPA) nói rằng không có bằng chứng rằng cái chết của ông có thể là một vụ giết người, và rằng họ sẽ xếp lại hồ sơ điều tra. Ngày 20 tháng 10, chỉ một thời gian ngắn sau cái chết của Hwang, SMPA thông báo rằng họ đã bắt giữ một kẻ sẽ là sát thủ của Hwang, Ri Dong Sam, người cũng đã vào Hàn Quốc giả dạng là một kẻ đào tẩu từ Bắc Triều Tiên; tuy nhiên, những cáo buộc không có liên hệ đến cái chết của Hwang.